# Carel Hendrik Meijer
Jhr. Carel Hendrik Meijer (Deventer, 2 april 1799 - Ginneken, 6 september 1871) was een Nederlands officier der artillerie en ridder in de Militaire Willems-Orde.

## Familie
Carel Hendrik Meijer was lid van de familie Meijer en werd geboren als de zoon van luitenant-generaal Adriaan Frans Meijer en Arnolda van Varseveldt. Hij huwde op 29 augustus 1821 met Henriette Cordula Judith Begram (Leiden, 5 december 1802 - Ginneken, 29 november 1868), dochter van Jean Henri Begram en Carolina Johanna van der Upwich. Zij kregen, naast vier voor 1842 overleden kinderen:
- François Adrien (1824-1891), officier, laatstelijk majoor generale staf 1874-1880, ridder in de Orde van de Eikenkroon
- Hendrik Karel Jan (1829-1887), officier, laatstelijk ritmeester 1871-1879
- Karel Eduard Jacques (1832-1854), 2e luitenant cavalerie 1852-†
- Carolina Cordula Antoinetta (1836-1842)
- Jan Eduard Adriaan (1839-1904), officier, laatstelijk kolonel 1893-1896, generaal-majoor titulair 1901-†[2]

## Militaire loopbaan
Carel Hendrik Meijer begon zijn carrière in 1812 aan de militaire school te Metz. In 1815 werd hij officier der artillerie in het Nederlandse Leger. Als kapitein in het Nederlandse leger heeft hij zich tijdens de Belgische opstand en Tiendaagse Veldtocht onderscheiden. Carel Hendrik Meijer beëindigde zijn militaire loopbaan in 1843 als kapitein. Daarna zou hij nog fungeren als majoor-commandant van de Bredasche schutterij.

## Onderscheidingen
Op 16 november 1830 werd Carel Hendrik Meijer Ridder in de Militaire Willems-Orde. Zijn vader en halfbroer Simon Pierre François Meijer waren eveneens in die orde opgenomen. Carel Hendrik Meijer werd op 6 december 1843 benoemd tot ridder in de Orde van de Nederlandse Leeuw. In 1857 ontving hij de door keizer Napoleon III ingestelde Medaille van Sint-Helena, welke werd uitgereikt aan alle nog in leven zijnde militairen uit de Napoleontische veldslagen tussen 1792 en 1815.